# Alois Holík
Alois Holík (* 23. September 1947 in Fryšták) ist ein ehemaliger tschechoslowakischer Radrennfahrer.

## Sportliche Laufbahn
Holík war Straßenradsportler. Er war Teilnehmer der Olympischen Sommerspiele 1972 in München. Im olympischen Straßenrennen schied er beim Sieg von Hennie Kuiper aus.
1969 gewann er das Rennen Košice–Tatry–Košice, 1974 war er erneut erfolgreich. 1972 fuhr er die Tour de l’Avenir und gewann eine Etappe im Grand Prix de l’Humanité. 1970 wurde er Zweiter in der Tour of Scotland hinter Wojtiech Matusiak. Er gewann dort eine Etappe, 1972 wurde er 15. 1971 wurde Holík Zweiter der Slowakei-Rundfahrt hinter Jiří Háva sowie in der Settimana Ciclistica Lombarda. 1970 kam er im Amateurrennen der Straßenradsport-Weltmeisterschaften auf den 32. Platz. Die Internationale Friedensfahrt 1971 beendete Holík auf dem 36. Gesamtrang.